# エイドリアン・ラモ

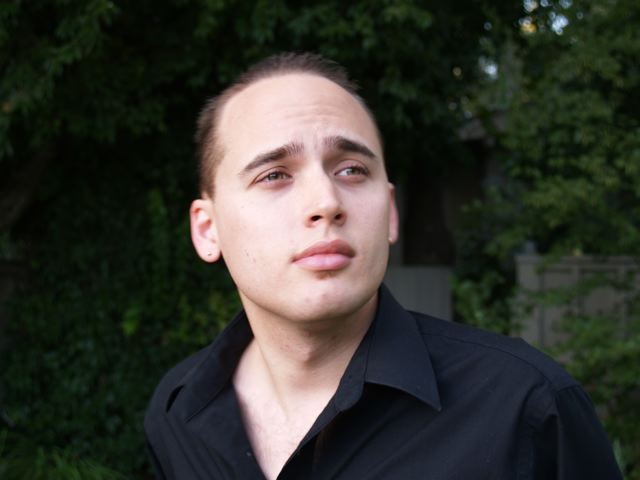
エイドリアン・ラモ

エイドリアン・ラモ（Adrian Lamo、1981年2月20日 - 2018年3月14日）は、アメリカ合衆国出身のハッカー、ジャーナリスト。定住居を持たない放浪の生活とともにハッカーの活動を行ったことから、The homeless hacker（家なきハッカー）との代名詞で知られる。

## 人物・来歴
マサチューセッツ州のボストン生まれ。
2001年から2003年頃にかけて米国中を放浪しながら、マイクロソフト、Yahoo!、Excite、ワールドコムなどに代表される、数多の有力企業のシステムへの侵入でハッカーとしての名を馳せた。
2002年の2月、ニューヨーク・タイムズのネットワークへの侵入と、そのうちの個人情報のデータベースへのアクセスの宣言により、2度の刑事告発を受け、やがて2003年9月9日にFBIに逮捕された。
侵入先に対して技術面の脆弱性などについての助言を与えるという活動スタイルから、時には感謝の対象ともなり、そこから『善意のハッカー』などとも呼ばれた。
WikiLeaksにアフガニスタンとイラクに関連するアメリカの機密情報を流したとされるブラッドリー・マニング (Bradley Manning) をFBIに通報し、マニングの逮捕につなげた張本人であり、2011年3月時点で、「彼のサポーターから狙われている」との理由で姿をくらましている。
2018年3月14日、カンザス州ウィチタにて、37歳の若さで死去した。死因は公表されていない。